# 주마 나망가니
주마 나망가니(우즈베크어: Juma Namangani, 본명: 주마보이 아흐마조노비치 호지예프(Jumaboi Ahmadjonovich Khodjiyev), 1968년 ~ 2001년 11월)는 우즈베키스탄의 이슬람주의자이다.

## 생애
우즈베키스탄 나망간 출신이다. 1980년대 말에 일어난 소련-아프가니스탄 전쟁에서 소련군 낙하산 부대 요원으로 복무한 경력을 갖고 있다. 나망간에서 활동하던 이슬람주의자들의 영향을 받으면서 이슬람주의 무장 세력에 가담하게 된다.
1992년부터 1997년 사이에 일어난 타지키스탄 내전에서 타지키스탄 이슬람 부흥당에 가담했다. 1998년 우즈베키스탄 이슬람 운동에 가담한 뒤부터 탈레반과의 협력 관계를 구축했다. 2001년 아프가니스탄 전쟁 과정에서 일어난 공습으로 인해 사망했다.